# Abohm
Abom (oznaka abΩ) ali absolutni om je enota za merjenje električne upornosti v sistemu CGS (iz sistema enot EMU). 
1 abΩ = 10-9 Ω (om) v sistemu SI (10 nΩ)
Kadar tok 1 abA (abamper) teče preko upornosti 1 abΩ, je na uporu napetost 1 abV (abvolt).